# Mühlberg/Elbe
Mühlberg/Elbe (dolnołuż. Miłota) – miasto w Niemczech, w kraju związkowym Brandenburgia, w powiecie Elbe-Elster, wchodzi w skład gminy związkowej (Verbandsgemeinde) Liebenwerda. Leży nad rzeką Łabą.
Tutaj urodził się malarz i ilustrator Wilhelm Hasemann, którego twórczość przyczyła się do upowszechnienia się sielskiego obrazu Schwarzwaldu.

## Nazwa
Urzędowa forma nazwy jest dwuczłonowa, przy czym drugi wyraz zapisywany jest po ukośniku; potocznie nazwę miasta skraca się do samego Mühlberg.

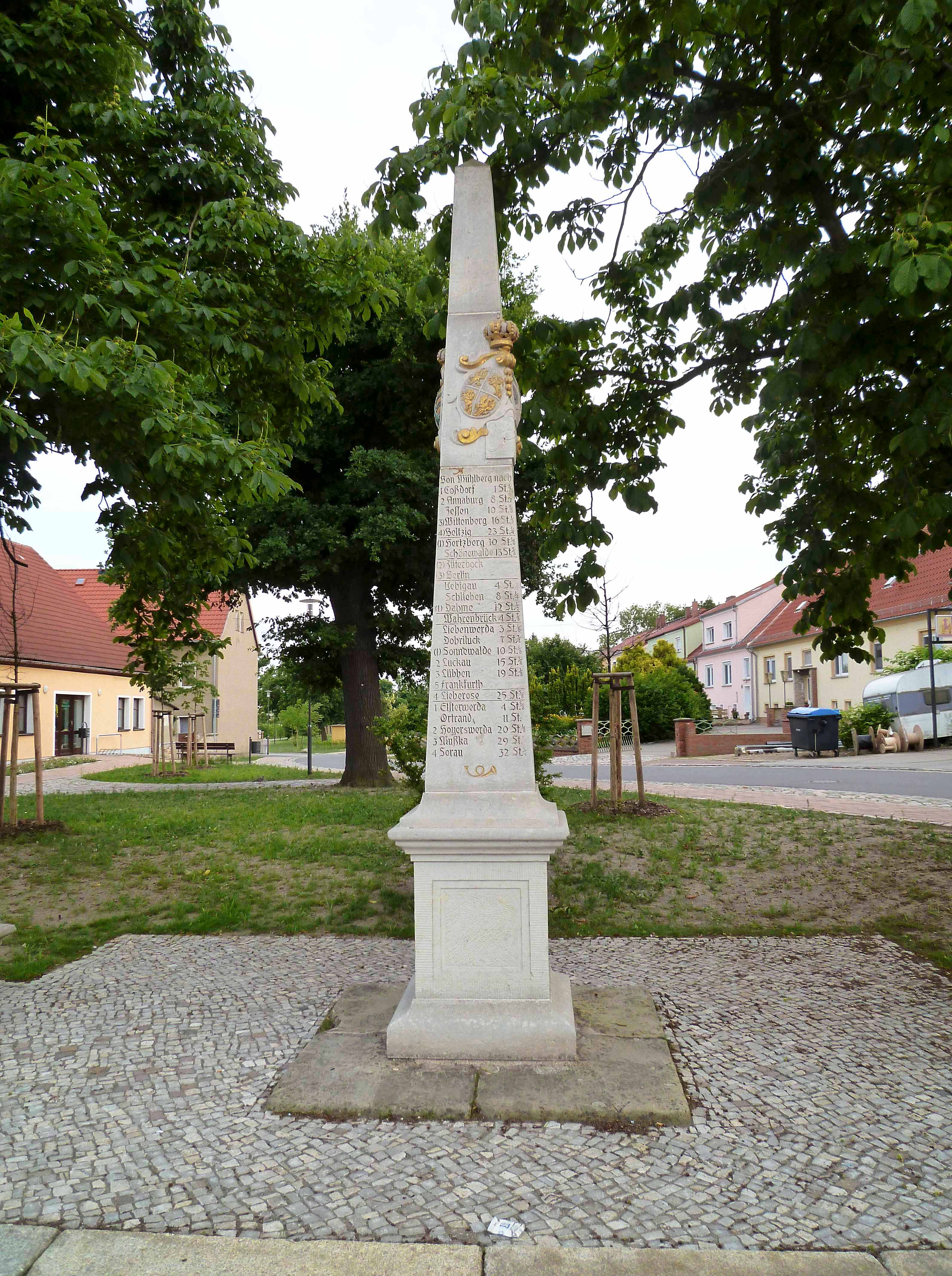
Słup pocztowy z 1730 roku

## Dzielnice
- Altenau
- Brottewitz
- Fichtenberg
- Koßdorf
- Martinskirchen

## Współpraca
Miejscowość partnerska:
- Gutach (Schwarzwaldbahn), Badenia-Wirtembergia